# بیژن نجدی

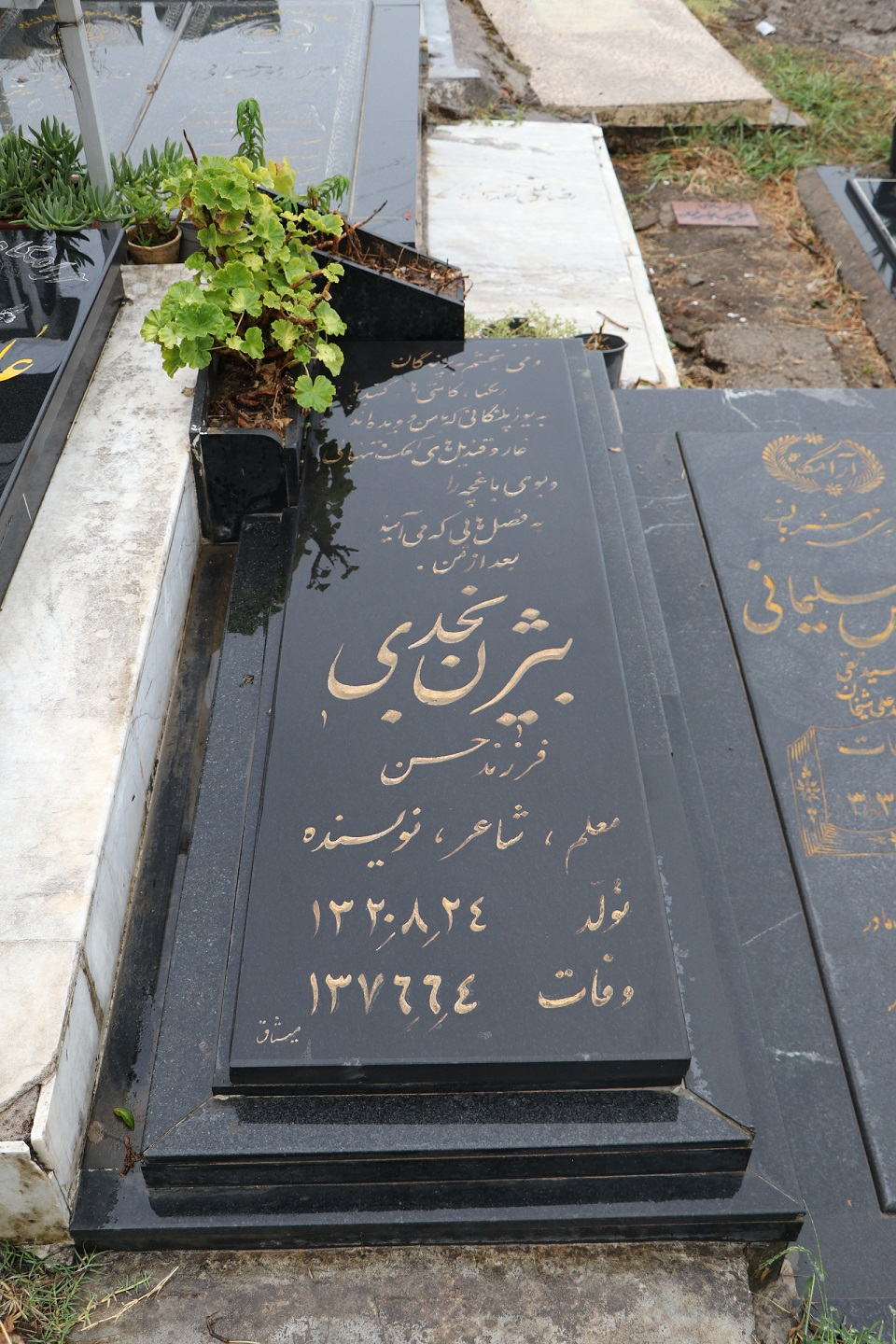
مزار بیژن نجدی

بیژن نجدی (زاده ۲۴ آبان ۱۳۲۰ - درگذشت ۴ شهریور ۱۳۷۶)، شاعر و نویسنده ایرانی بود. 

## زندگی
او در ۲۴ آبانِ ۱۳۲۰ از پدر و مادر گیلانی در شهر خاش  متولد شد. تحصیلات ابتدایی خود را در رشت گذراند. پس از اخذ دیپلم در سال ۱۳۳۹ وارد دانشسرای عالی تهران شد و در سال ۱۳۴۳ از همان دانشکده در رشته ریاضی فارغ‌التحصیل و با سمت دبیر در دبیرستان‌های لاهیجان مشغول به تدریس شد. پدرش از افسران مبارزی بود که در قیام افسران خراسان نقش داشت و در مسیر رفتن به گنبد کاووس به دست تعدادی ژاندارم کشته شد. در سال ۱۳۴۹ با پروانه محسنی آزاد ازدواج کرد که حاصل این ازدواج یک دختر و یک پسر است. از سال ۱۳۴۵ فعالیت ادبی خود را آغاز کرد.
بیژن نجدی در چهارم شهریور ۱۳۷۶ به علت بیماری سرطان ریه درگذشت. آرامگاه او در شهر لاهیجان در جوار بقعه شیخ زاهد گیلانی قرار دارد.
نجدی در زمان زندگی خود تنها مجموعه داستان «یوزپلنگانی که با من دویده‌اند» را در سال ۱۳۷۳ منتشر ساخت که در سال ۱۳۷۴ جایزه قلم زرین جایزه گردون را به خود اختصاص داد. بقیه آثارش پس از درگذشتش توسط همسرش به چاپ رسید. مجموعه داستان «دوباره از همان خیابانها» در سال ۱۳۷۹ نیز برگزیده نویسندگان و منتقدان مطبوعات شد. نجدی همچنین در کارنامه ادبی خود، تندیس یادمان بنیاد شعر فراپویان به خاطر برگزیده اشعار دهه هفتاد و لوح افتخار به پاس جانسروده‌ها در پاس داشت آیین‌های ملی و میهنی را دارد. از وی اشعار گیلکی کمی نیز باقی‌مانده‌است.
همچنین پس از مرگ وی داستان‌های «تاریکی در پوتین»، «سپرده در زمین»، «گیاهی در قرنطینه» و «استخری پر از کابوس» از مجموعه داستان‌های «یوزپلنگانی که با من دویده‌اند» و نیز داستان‌های «مرثیه‌ای برای چمن» و «بیمارستان، نه قطار» از مجموعه «دوباره از همان خیابان‌ها» به فیلم درآمده است.

## ماجرای اتوبوس ارمنستان
وی در ماجرای اتوبوس ارمنستان در سال ۱۳۷۵ و در جریان قتل‌های زنجیره‌ای در لیست چهره‌های فرهنگی اعزامی بود که قرار بود در اتوبوس توسط دولت جمهوری اسلامی به قتل برسند.

## سبک نگارش
بیژن نجدی نویسندهای با ذوق ادبی است که داستان‌هایش در سبک‌های واقع‌گرایی و فراواقع‌گرایی نوشته شده‌است. وی از پیشگامان داستان‌نویسی پست مدرن در ایران به‌شمار می‌آید. نشانه‌های سبک واقع گرایی از زندگی ملموس شخصیت‌ها در بخش‌های مختلف برخی از این داستان‌ها و نشانه‌های سبک فراواقعیت گرایی از هم ذات پنداری با اشیای بیجان در تعداد دیگری از داستان‌ها است که به‌طور بارز به ذهن خواننده کتاب منعکس می‌شود. بیژن نجدی از قریحه شاعری خود در متن داستان‌ها بهره برده و استعاره‌ها و تشبیه‌های فراوانی در متن کتاب موجود است. اما متأسفانه در زمان حیات او شعرها و داستان‌هایش مورد بررسی قرار نگرفت. بیژن نجدی نویسنده‌ای است که از عناصر شاعرانه در داستان‌های خود استفاده می‌کرد، به حدی که داستان‌های او را می‌توان داستان‌های شاعرانه دانست.
آنچه در زبان نجدی به حد وفور موج می‌زند وجود استعاره‌های بی‌بدیلی است که در محورهای جانشینی زبان قرار می‌گیرند. انواع استعاره، تشبیه، تشخیص، فضا سازی، حس‌آمیزی و تصویر از مهم‌ترین دستاوردهای این زبان خاص است. اگر از منظر زبان‌شناسی به زبان به کاربرده شده در داستان‌های نجدی بنگریم در بعضی از داستان‌ها با متن داستانی‌ای رو به رو هستیم که اگر موسیقی را در آن نادیده بگیریم، شعر است. شعر و داستان هر دو در حوزهٔ نوشتاری در بستر زبان است که شکل می‌گیرند، زبان است که شکل شعر را برای شاعر و داستان را برای نویسنده‌اش خلق می‌کند.

### نمونه جمله‌های شاعرانه در آثار بیژن نجدی[۴]
- چشمه‌ای مثل کتری روی گاز می‌جوشید. (داستان‌های ناتمام / یادداشت‌های جبهه)
- گریه مثل کلید دهان ماهرخ را باز کرده بود. (یوزپلنگانی که با من دویده‌اند / خاطرات پاره‌پاره دیروز)
- دهانش مثل ماهی تازه صید شده باز و بسته می‌شد. (یوزپلنگانی که… / استخری پر از کابوس)
- مه غلیظ دهکده طاهر را توی مشتش گرفته بود. (یوزپلنگانی … / سه‌شنبهٔ خیس)
- یک دایره زرد پای فانوس در حیاط نشسته بود. (یوزپلنگانی… / شب سهراب‌کشان)
- پاییز خودش را به آبی چتر می‌زد. (یوزپلنگانی… / سه شنبهٔ خیس)
- گلوی مرتضی مثل کاغذ سمباده شده بود. (یوزپلنگانی … که با من دویده‌اند / استخری پر از کابوس)
- پشت پنجره‌ها پرده‌ای از گرمای بخاری آویزان بود. (یوزپلنگانی… / سه شنبهٔ خیس)
- زمستان سفیدی آن‌طرف پنجره سرمای سفیدش را راه می‌برد. (یوزپلنگانی… / سپرده به زمین)
- مادر مرتضی صدای اذانی را که از مسجد می‌آمد به مرتضی نشان داد. (یوزپلنگانی… / شب سهراب کشان)
- تاریکی شب روی تاریکی‌های چاه ریخته می‌شد. (یوزپلنگانی… / شب سهراب کشان)
- آسیه به دیواری پر از باران تکیه داده بود. (یوزپلنگانی… / روز اسبریزی)

## برخی از آثار
مجموعه داستان‌های کوتاه
- یوزپلنگانی که با من دویده‌اند
- دوباره از همان خیابان‌ها
- داستان‌های ناتمام

مجموعه اشعار
- خواهران این تابستان
- واقعیت رؤیای من است.
- پسرعموی سپیدار